# Nitidella nitida
Nitidella nitida, tên tiếng Anh: glossy, là một loài ốc biển, là động vật thân mềm chân bụng sống ở biển trong họ Columbellidae.

## Miêu tả
Loài này có kích thước giữa 9 mm and 16 mm

## Phân bố
Chúng phân bố ở Biển Đỏ và in Vịnh Mexico, Biển Caribe và the Tiểu Antilles, và from Florida to Brasil